# Droga nr 6724 (Izrael)
Droga lokalna nr 6724 (hebr. 6724 כביש) – jest lokalną drogą położoną w Dolinie Charod na północy Izraela. Przebiega on przez blok żydowskich osiedli Ta’anach Bet w Dolinie Jezreel.

## Przebieg
Droga nr 6724 przebiega przez Samorząd Regionu Ha-Gilboa w Poddystrykcie Jezreel Dystryktu Północnego Izraela. Biegnie południkowo z południa na północ w Dolinie Jezreel.
Swój początek bierze w moszawie Addirim, skąd kieruje się na zachód do centralnej wioski tutejszego bloku - Merkaz Chewer. Na centralnym rondzie można zjechać na północ do moszawu Dewora lub na południe do moszawu Barak. Natomiast nasza główna droga kieruje się dalej na zachód i dociera do strumienia Ta’anach. Znajduje się tutaj skrzyżowanie z lokalną drogą prowadzącą na południe do moszawu Ram-On. Mniejsza droga prowadzi stąd na zachód do sąsiedniego bloku osiedli Ta’anach Gimel. Droga n4 6724 wykręca natomiast na północ i biegnąć wzdłuż strumienia Ta’anach dociera po 2 km do skrzyżowania z drogą nr 675. Jest tutaj budowany park przemysłowy Gilboa. Na skrzyżowaniu tym droga nr 6724 kończy swój bieg. Natomiast jadąc drogą nr 675 na północny zachód można dojechać do zjazdu na drogę nr 6714 (prowadzi do wioski komunalnej Nir Jafe) i dalej do skrzyżowania z drogą nr 65 przy porcie lotniczym Megiddo. Natomiast jadąc drogą nr 675 na wschód dojeżdża się do zjazdu na drogę nr 6734 (prowadzi do moszawu Awital) i dalej do skrzyżowania z drogą nr 60.